# 이즈미 교카

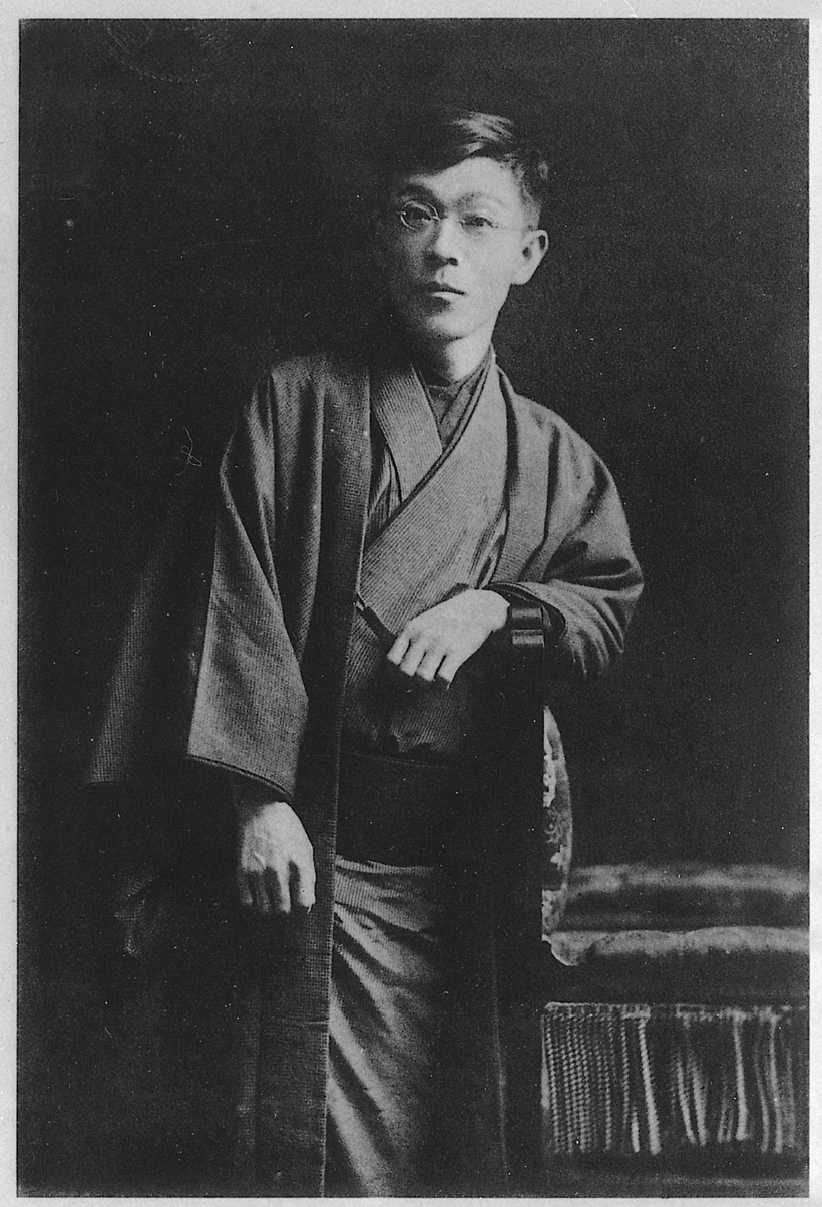

이즈미 교카(泉鏡花, 1873년 11월 4일 ~ 1939년 9월 7일, 본명: 이즈미 교타로/泉鏡太郎)는 전전시기 활동했던 일본의 소설, 단편 스토리, 가부키 희곡 작가이다.
교카의 글은 당시 문학계를 주름잡았던 박물학 작가들의 것과는 상당한 차이가 있었다. 교카의 작품들 다수는 사회의 초현실적 비판에 관한 것들이었다. 일본의 미술과 문학에서 에도 시대 초기의 작품들에서 상당한 영향을 받은 초자연적 이야기를 선호하는 낭만주의의 특징적 브랜드로 유명하다.

## 우리말 번역
- 임태균 옮김, 《고야산 스님·초롱불 노래》, 문학동네, 2010년 12월 10일